# Klebsormidium

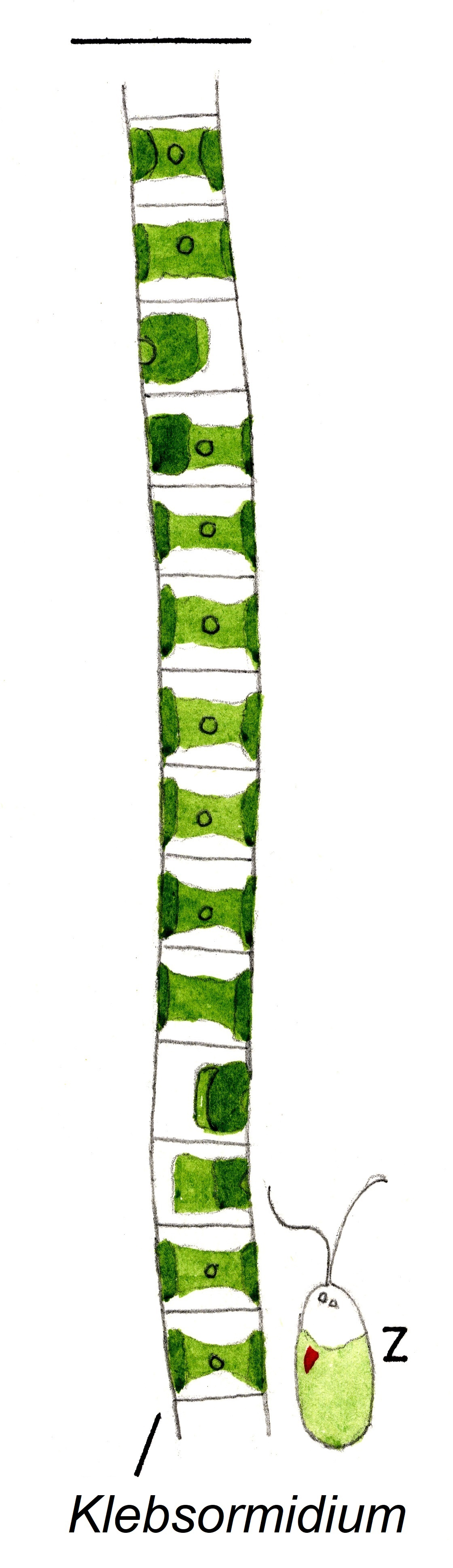

Klebsormidium ist eine im Süßwasser vorkommende Gattung aus der Grünalgen-Gruppe der Charophyta. Sie umfasst rund 17 Arten. Klebsormidium ist von der Sektion Phykologie der Deutschen Botanischen Gesellschaft (DBG) zur Alge des Jahres 2018 gekürt worden. Sie kann zwischen scheinbar leblos und Wiedererwachen hin- und herwechseln, wodurch sie auch Orte besiedeln kann, an denen keine anderen Pflanzen mehr gedeihen.

## Merkmale
Die Vertreter bilden unverzweigte Fäden aus einer Zellreihe, die einen Durchmesser von 4 bis 23 Mikrometer haben. Sie flottieren entweder frei oder haften mittels eines durchsichtigen, gelatinösen und annähernd kreisförmigen Fußes am Ende der Zellreihe dem Substrat an. Die Zellen sind zylindrisch, die Zellwand ist dünn und glatt, bei älteren Zellen gelegentlich deutlich verdickt und aufgeraut.
Die Zellen besitzen einen wandständigen, band- oder gürtelförmigen und meist nicht stark gelappten Chloroplasten, der das Zellinnere ringförmig aber unvollständig umfasst. Der Chloroplast weist ein einziges, mittig im Chloroplasten gelegenes Pyrenoid auf, das von einem deutlich erkennbaren Stärkemantel umgeben ist.
Das Wachstum erfolgt durch Zellteilung im Faden. Die ungeschlechtliche Fortpflanzung erfolgt durch den Zerfall der Fäden oder durch die Bildung von je einer zweigeißeligen Zoospore pro Zelle. Die Zoosporen sind oval, haben eine flache Bauchseite, die Geißeln setzen unterhalb der Spitze an. Das Vorhandensein einer geschlechtlichen Fortpflanzung ist umstritten, es soll sich um Isogamie handeln: zwei gleich große, zweigeißelige Geschlechtszellen verschmelzen miteinander.
Im Gegensatz zu den höher entwickelten Charaphyceen hat Klebsormidium eine besondere Form der Cytokinese. Hier wird die Plasmamembran von den Rändern her eingeschnürt, ähnlich wie es bei Tierzellen der Fall ist. Noch nach der Kernteilung besteht ein Netz von Mikrotubuli quer zur Teilungsachse (Spindelapparat), der die Tochterkerne voneinander trennt. Dies ist ein Merkmal, das sie mit den höheren Charophyceen teilen. Es wird jedoch kein Phragmoplast ausgebildet, wie bei höheren Charophyceen und Pflanzen. Bei diesen wird die trennende Plasmamembran innerhalb dieses Spindelapparates durch aggregierende Vesikel des Golgi-Apparates gebildet und nicht durch Einschnürung der Membran.

## Vorkommen
Die Vertreter der Gattung kommen auf feuchten Böden, auf überrieseltem Gestein, sowie in stehenden und fließenden Gewässern vor. Als Pioniere besiedeln sie offene Oberflächen mit sauren bis neutralen Böden, beispielsweise Dünen, erkaltete Lava oder Erdrutsche im Wald und in den Bergen. Die Gattung ist sowohl in heißen Trockenwüsten Afrikas und Australiens als auch in den Eiswüsten der Arktis verbreitet. Die Ausbreitung erfolgt durch Wind, Vögel und andere Tiere.
Wenn ihnen das Wasser fehlt, können die Klebsormidium-Algen über mehrere Monate in einem Zustand ohne Lebensreaktionen erstarren. Sobald die Umgebung wieder feucht wird, erwachen sie innerhalb weniger Minuten wieder zum Leben und beginnen mit der Photosynthese.
Klebsormidium kann sich zudem vor UV-Strahlung schützen, indem sie zwei sogenannte mykosporin-ähnliche Aminosäuren (MAAs) als Sonnenschutz synthetisiert. Diese ringförmigen Moleküle im Zellinneren nehmen schädliche UV-Strahlung auf und geben diese Energie in Form von Wärme und Fluoreszenzleuchten wieder ab. Dadurch wird das Erbgut in den Algenzellen geschützt.
Als schnell wachsender Boden-Besiedler ist Klebsormidium auch für die angewandte Forschung interessant. Die Alge lebt in biologischen Bodenkrusten, die als Haftgrund und Dünger wirken, und dadurch die Besiedlung mit Pflanzen an bisher unbewohnten Standorten erleichtern. Bodenkrusten werden daher heute bereits eingesetzt, um das Ausdehnen von Wüsten aufzuhalten. Auch werden sie von australischen Rinderfarmern genutzt, um die Bodenfruchtbarkeit zu erhöhen und das Ansiedeln von Pflanzen zu fördern.

## Systematik
Klebsormidium ist eine recht isoliert stehende Gattung innerhalb der Charophyta und wurde von Lewis und McCourt in unsicherer Position in die Nähe der Basis dieser Gruppe gestellt.
Die Gattung umfasst weltweit rund 17 Arten. In Europa kommen vor:
- Klebsormidium nitens
- Klebsormidium flaccidum
- Klebsormidium dissectum
- Klebsormidium elegans
- Klebsormidium flaccidum[7]
- Klebsormidium fluitans
- Klebsormidium bilatum
- Klebsormidium crenulatum
- Klebsormidium mucosum

## Nachweise
1. 1 2 3 4 5 6  
Klebsormidium: Pendler zwischen scheintot und Wiedererwachen ist Alge des Jahres 2018. Pressemitteilung, Sektion Phykologie der Deutschen Botanischen Gesellschaft (DBG), vom 8. Januar 2018.
2. ↑  Karl-Heinz Linne von Berg, Michael Melkonian u. a.: Der Kosmos-Algenführer. Die wichtigsten Süßwasseralgen im Mikroskop. Kosmos, Stuttgart 2004, ISBN 3-440-09719-6, S. 262.
3. 1 2 3  
Beleg für den Absatz: Lokhorst, G.M.:Comparative taxonomic studies on the genus Klebsormidium (Charophyceae) in Europe. In: Cryptogamic Studies Volume 5, S. 10–12, ISBN 3-437-30823-8, 1996
4. 1 2 3  Beleg für den Absatz: Karl-Heinz Linne von Berg, Michael Melkonian u. a.: Der Kosmos-Algenführer. Die wichtigsten Süßwasseralgen im Mikroskop. Kosmos, Stuttgart 2004, ISBN 3-440-09719-6, S. 262.
5. ↑   P.H. Raven, F.E. Ray, S.E Eichhorn: Biologie der Pflanzen. 3. Aufl. de Gruyter 2000, S. 413.
6. ↑  Louise A. Lewis, Richard M. McCourt: Green Algae and the origin of land plants. In: American Journal of Botany. Band 91, Nr. 10, 2004, S. 1535–1556 (Abstract und Volltext).
7. ↑  
Klaus Breuer, Wolfgang Hofbauer, Nicole Krueger, Florian Mayer, Christian Scherer, Regina Schwerd, Klaus Sedlbauer: Wirksamkeit und Dauerhaftigkeit von Bioziden in Bautenbeschichtungen. In: Bauphysik, Band 34, Nr. 4, August 2012, S. 170–182, Fraunhofer-Institut für Bauphysik, Stuttgart; doi:10.1002/bapi.201200021.